# Crasville-la-Rocquefort
Crasville-la-Rocquefort település Franciaországban, Seine-Maritime megyében. Lakosainak száma 207 fő (2022. január 1.). Crasville-la-Rocquefort Autigny, Brametot, Fontaine-le-Dun, Greuville, Gruchet-Saint-Siméon, Luneray és Vénestanville községekkel határos.

## Népesség
A település népességének változása:
| Lakosok száma | 219  | 220  | 221  | 214  | 211  | 208  | 209  | 208  | 207  |
|               | 2013 | 2015 | 2016 | 2017 | 2018 | 2019 | 2020 | 2021 | 2022 |